# جدایی‌خواهی عرب‌ها در خوزستان
جدایی‌خواهی عرب‌ها در خوزستان، شامل فعالیت‌های نیروهای جدایی‌خواه عرب در غرب استان خوزستان در ایران بود.
از دهه ۱۹۲۰، تنش‌ها اغلب منجر به خشونت و تلاش برای جدایی‌خواهی شد، ازجمله شورش ۱۳۵۸ خوزستان، ناآرامی‌های ۱۳۸۴ اهواز، بمب‌گذاری‌های اهواز، اعتراضات ۱۳۹۰ خوزستان، ترورها در سال ۱۳۹۶ و حمله به رژه نظامی در اهواز.
حکومت ایران هرگونه تبعیض در داخل کشور را رد می‌کرد.با این حال، انتقاد سازمان‌های حقوق بشری و ازجمله اتهامات تبعیض قومیتی را برانگیخت.

## تاریخچه

### شورش شیخ خزعل
از سال ۱۹۲۲ تا ۱۹۲۴، افزایش قدرت رضاخان که بعدها به عنوان شاه ایران به سلطنت رسید، مقدمه تنشهایی با شیخ خزعل حاکم محمره (خرمشهر) شد. در تلگرام‌های تندی که بین رئیس الوزرا (رضاخان) و شیخ خزعل رد و بدل شد، خزعل نوشت: «من به هیچ روی شما را رئیس شورای وزیران نمی‌شناسم. شما غاصب هستید و بی هیچ دلیلی پادشاه قانونی و مشروطه خواه را از کشور رانده‌اید». این مسئله در نهایت به شورش شیخ خزعل انجامید، اما با ورود رضاخان به خوزستان، نیروهای شیخ خزعل پراکنده شده و خزعل بدون درگیری تسلیم شد.

### شورش ۱۳۵۸ خوزستان
شورش ۱۳۵۸ خوزستان پس از انقلاب ۱۳۵۷ به‌دلیل مطالبات خودمختاری برای خوزستان آغاز شد. این شورش توسط نیروهای امنیتی حکومت ایران سرکوب شد و در مجموع بیش از صد نفر از هر دو طرف کشته شدند. مدتی پس از این سرکوب، افرادی که خود را جبهه انقلابی دموکراتیک برای آزادی عربستان می‌نامیدند، در سال ۱۳۵۹ (۱۹۸۰) اقدام به گروگان‌گیری سفارت ایران در لندن کردند. گروگان‌گیران خواستار آزادی ۹۱ تن از زندانیان سیاسی در زندان‌های ایران و پرواز خود و گروگانها به خارج از بریتانیا شدند.

### ناآرامی و شورش مدنی (۱۹۹۹–اکنون)

#### تأسیس جنبش مبارزه عربی برای آزادی اهواز
در ۱۹۹۹، حبیب یبار، حبیب اسواد کعبی و احمد مولا نیسی جنبش مبارزه عربی برای آزادی اهواز را در اروپا تأسیس کردند تا از یک کشور عربی مستقل در خوزستان دفاع کنند و تاکنون مرتکب ترورهایی در پشتیبانی از این هدف شدند. این گروه توسط عربستان سعودی تأمین مالی و پشتیبانی می‌شود.

#### ناآرامی‌های مدنی (۲۰۰۵–۲۰۱۵)
در سال ۱۳۸۴، ناآرامی‌های مدنی در اهواز و شهرهای اطراف آن رخ داد که به مدت چهار روز ادامه داشت. در ابتدا، وزارت کشور اعلام کرد که تنها یک نفر کشته شده است، اما یکی از مسئولان بیمارستان اهواز بین ۱۵ تا ۲۰ قربانی را اعلام کرد.
سرانجام در اواخر سال ۲۰۰۵ و اوایل سال ۲۰۰۶، یک‌سری بمب‌گذاری در اهواز و سایر شهرهای ایران انجام شد که گروه‌های جدایی‌طلب عرب سنی خوزستان را مقصر دانستند.
اعتراضات ۱۳۹۰ خوزستان که در میان معترضان به عنوان روز خشم اهواز شناخته می‌شود، در ۱۵ آوریل ۲۰۱۱ در خوزستان، به مناسبت سالگرد ناآرامی‌های ۱۳۸۴ اهواز و به عنوان پاسخی به بهار عربی منطقه‌ای شروع شد. تظاهرات به مدت چهار روز ادامه یافت که منجر به کشته‌شدن ۱۲ تا ۱۵ معترض و زخمی‌شدن و دستگیری بسیاری شد. همچنین یک افسر امنیتی کشته و یک افسر دیگر زخمی شد. سرکوب مخالفان سیاسی عرب در این منطقه از آن زمان، با دستگیری و اعدام ادامه یافت. چهار مرد اهوازی در ژوئن ۲۰۱۲ در رابطه با ناآرامی‌های ۲۰۱۱ در ایران، اعدام شدند. سرکوب مخالفان سنی عرب توسط دیده‌بان حقوق بشر، عفو بین‌الملل و دیگر سازمان‌ها محکوم شده است.
در سال ۲۰۱۳، بمب‌گذاری‌هایی در اهواز انجام شد که ادعا می‌شد توسط جنبش مبارزه عربی برای آزادی اهواز انجام شده است.
در ۲۳ مارس ۲۰۱۵، اختلاف در یک مسابقه فوتبال منجر به اعتراضات ضدحکومتی در اهواز شد. هواداران محلی فوتبال با سرکشی، از تیم فوتبال الهلال عربستان در طول مسابقه پشتیبانی کردند و تصاویر روح‌الله خمینی را سوزاندند. شورای ملی مقاومت ایران از مخالفان جمهوری اسلامی ایران، اعلام کرد که هواداران در ادامه بنرهایی را حمل می‌کردند که در آن نوشته شده بود: «ما همه یونس هستیم»، که اشاره به یک دستفروش خیابانی که چند روز قبل از مسابقه، در شهر مجاور خرمشهر خودکشی کرد، داشت. به موازات آن، شبکه حکومتی پرس تی‌وی ایران، اعترافات اعضای اسیر شده جنبش مبارزه عربی برای آزادی اهواز را پخش کرد که گفتند حملات زیادی را انجام داده‌اند. در جریان این رویدادها یک معترض عرب توسط نیروهای امنیتی حکومت ایران کشته شد.
در ۲ آوریل ۲۰۱۵، سه افسر ایرانی توسط افراد مسلح ناشناس در شهر حمیدیه، در حدود ۲۵ کیلومتری غرب شهر اهواز کشته شدند.

#### ۲۰۱۶
در اوایل ژوئن ۲۰۱۶، یک گروه سنی موسوم به سقور الاهواز (ترجمه واژه‌به‌واژه: شاهین‌های اهواز)، مجتمع پتروشیمی بوعلی سینا در بندر ماهشهر خوزستان را منفجر کردند.
در ژوئیه ۲۰۱۶، شبه‌نظامیان اهوازی تیپ الفاروق مقاومت ملی اهواز، در دو نوبت، خطوط لوله را در منطقه جوهرالسبعه منفجر کردند. بنا به گزارش‌ها، اعضای تیپ الفاروق، پس از این عملیات، با وجود تلاش نیروهای امنیتی و سپاه پاسداران، موفق به فرار شدند. به گفته الگماینر، گروهی که مسئولیت حملات ۱۱ و ۱۷ ژوئیه را برعهده داشت، سقور الاهواز بود.
در اوت ۲۰۱۶، حکومت ایران، سه مرد را به اتهام ارتکاب حمله در آوریل ۲۰۱۵ که منجر به کشته‌شدن سه پلیس ایرانی در استان خوزستان شد، اعدام کرد.
در اکتبر ۲۰۱۶، یک دختر جوان در تلاش نیروهای امنیتی حکومت ایران برای دستگیری پدرش کشته شد.

#### ۲۰۱۷
در اوایل فروردین ۱۳۹۶، یک فعال اهوازی توسط بسیجیان، در شهرستان بندر ماهشهر کشته شد. در اکتبر ۲۰۱۷، احمد ملا نیسی، رئیس جنبش مبارزه عربی برای آزادی اهواز، در هلند ترور شد.

#### ۲۰۱۸
در آوریل ۲۰۱۸، تظاهرات گسترده‌ای در خوزستان شروع شد و از اهواز به چندین شهر بزرگ استان گسترش یافت. بنا بر گزارش‌ها، ده نفر در جریان آتش‌سوزی در یکی از این تظاهرات‌ها کشته شدند که معترضان، سرویس‌های اطلاعاتی حکومت ایران را متهم کردند.
در ۲۲ سپتامبر ۲۰۱۸، گروهی از تروریست‌ها به رژه نیروهای مسلح در اهواز، تیراندازی کردند که ۲۵ سرباز و غیرنظامی، کشته‌شدند. مقاومت ملی اهواز، سازمانی تحت پوشش تمامی جنبش‌های تجزیه‌طلب مسلح، مسئولیت این حمله تروریستی را برعهده گرفت. همچنین داعش نیز مسئولیت این حمله را بر عهده گرفت که حکومت ایران، داعش را مسئول این حمله دانست و تلافی کرد.